# Kee Groot
Cornelia 'Kee' Sara Groot (Hoorn, 5 september 1868 – Rijswijk, 1934), ook wel bekend onder het alias Marijtje of Marijke, was een feministische activiste die zich begin 20e eeuw inzette voor het vrouwenkiesrecht. Tussen 1900 en haar dood in 1934 was zij onder andere als propagandiste, ledenwerver en bestuurslid betrokken bij de Vereeniging voor Vrouwenkiesrecht (VvVK).

## Jeugd en onderwijs
Kee Groot was de dochter van Maria Theresia Boon en Jan Groot. Haar vader was werkzaam als bankier, koopman, wethouder en gemeenteraadslid. Groot attribueerde haar latere maatschappelijke betrokkenheid aan haar jeugd en gezin van herkomst. Groot genoot een opleiding tot onderwijzeres, maar kon dit beroep wegens gezondheidsklachten maar kort uitvoeren.

## Vereeniging voor Vrouwenkiesrecht
Groot kwam voor het eerst in aanraking met de Vereeniging voor Vrouwenkiesrecht (VvVK) toen ze in 1900 een lezing van Aletta Jacobs bezocht in Hoorn. Hoewel haar vader voorzitter was van de kiesrechtvereniging die de lezing georganiseerd had, stond hij het Groot niet gelijk toe om deel te nemen aan het bestuur van de VvVK. Desalniettemin zette Groot zich gelijk in voor de VvVK en hielp ze met het oprichten van afdelingen in Hoorn en omstreken. In 1907 trok Groot met Jacobs door Noord-Holland om de belangen van de VvVK te behartigen en nieuwe afdelingen op te zetten. Nadat het derde congres van de Wereldbond voor Vrouwenkiesrecht in 1908 te Amsterdam had plaatsgevonden groeide de VvVK in leden en bekendheid. Propaganda, in de breedste zin van het woord, kreeg een centrale plaats in het beleid van de vereniging. Naast de publicatie van verenigingsliteratuur werden er kleurrijke bijeenkomsten georganiseerd waarbij er veel ruimte was voor vermaak zoals zang en toneel. In 1909 werd Groot officieel aangesteld tot de eerste ‘kiesrechtpropagandiste’ van de VvVK. Rond deze tijd ontstond ook haar alter-ego Marijte, een Westfriese boerin. Met Marijtje’s dialect en denkbeeldige man Teun wakkerde Groot het gelach en de sympathie van haar publiek aan. Via Marijtje wist ze een klasse vrouwen aan te spreken die grotendeels buiten de discussie omtrent het vrouwenkiesrecht stond. Marijtje bleef een populaire spreker op vergaderingen van de VvVK en andere verenigingen nadat het vrouwenkiesrecht in 1919 volledig was verworven. In een bundel van tijdens vergaderingen voor te dragen proza, stond het 'werk' van Marijtje naast dat van auteurs als Multatuli en Charlotte Perkins Gilman.

### Demonstratie voor vrouwenkiesrecht
Op 18 juni 1916 vond een grote demonstratie voor vrouwenkiesrecht plaats te Amsterdam. Hoewel er veel verenigingen participeerden, was de demonstratie oorspronkelijk georganiseerd door de Vereeniging voor Vrouwenkiesrecht. In de opstelling van de optoch kreeg Marijtje, net als het hoofdbestuur met o.a. Aletta Jacobs, een centrale plaats. In het Gedenboek van de demonstratie voor vrouwenkiesrecht wordt er positief teruggeblikt op de aanwezigheid van Marijtje en Teun, deze dag gespeeld door een niet nader genoemde man. In dit boek wordt tevens een terublik van Marijtje zelf, "Wat Marijtje te vertellen heeft", gepubliceerd.

## Na het kiesrecht
Na 1919 bleef Groot actief bij de VvVK (dat jaar omgedoopt tot de Vereniging van Staatsburgeressen) waar ze sinds het voorafgaande jaar lid was van het hoofdbestuur. Tevens zette ze haar talenten (en Marijtje) in voor andere feministische organisaties zoals de Nederlandse Vereniging van Huisvrouwen. Ook was ze betrokken bij de Vrijzinnig Democratische Bond. Naar aanleiding van haar zestigste verjaardag werd Groot grootschalig gehuldigd door de verschillende verenigingen waarvan ze lid en propagandiste was (geweest). Tijdens de huldigingen, drie in totaal, werd ze onder andere toegesproken door Henri Marchant en Betsy Bakker-Nort. Groot stierf op 65-jarige leeftijd te Rijswijk.

## Publicaties
- Groot, C.S., Lina Gratama, en R.V. Wulfften Palthe-Broese van Groenou. Parodie op de Behandeling van Artikel 80, of ‘Kakelen is geen Windeieren leggen’: Politieke Revue naar Platen van diverse tijdschriften en Teekeningen voor dit Doel Vervaardigd door W. Sluiter en naar Uitspraken van Politieke Grootheden in den Jare 1916. L. J. C. Boucher, 1916.
- ---. "Wat Marijtje d'er van Docht." Verzameld Proza, ed. Sophie Wichers, Vereeniging voor Vrouwenkiesrecht, 1915, pp. 36-47, via Atria.[dode link]
- ---. "Wat Marijtje te vertellen heeft." Gedenkboek van de demonstratie voor vrouwenkiesrecht op 18 Juni te Amsterdam. ed. Aletta Jacobs, Vereeniging voor Vrouwenkiesrecht, 1916, pp. 29-35, via Atria.[dode link]